# Id Software
id Software est une société de développement de jeux vidéo située à Mesquite au Texas. Elle est rachetée en juin 2009 par la compagnie  ZeniMax.

## Histoire

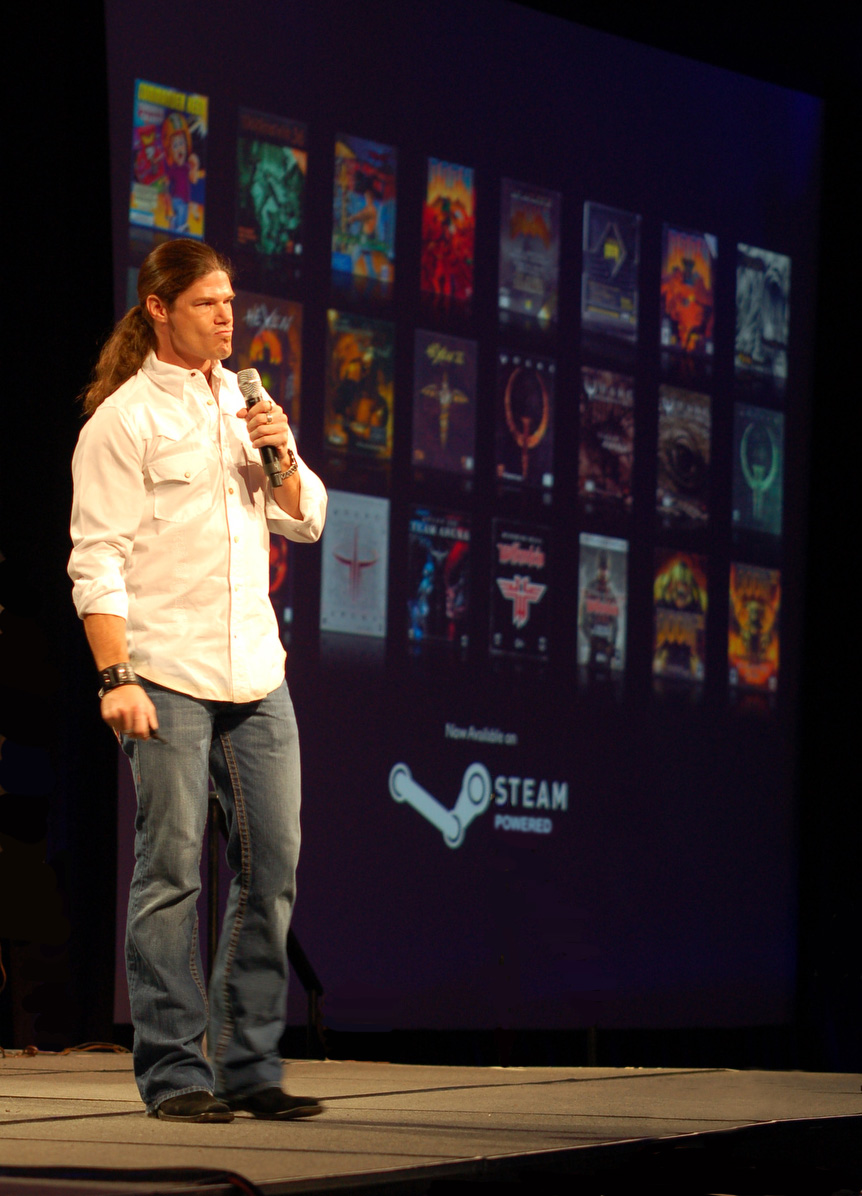
Todd Hollenshead en 2007, présentant la mise à disposition sur Steam de l'ensemble du catalogue de jeu de id.

### Création et premier moteur 3D
Entre octobre et décembre 1990, une équipe du studio Softdisk développe le jeu vidéo en trois parties Commander Keen in Invasion of the Vorticons, premier opus de la série Commander Keen. Le groupe, qui se désigne lui-même sous le nom de Ideas from the Deep, est à l’époque composé des programmeurs John Romero et John Carmack, du concepteur Tom Hall, de l’artiste Adrian Carmack et de Jay Wilbur, leur manager. Ensemble, ils travaillent dans les bureaux de Softdisk à Shreveport en Louisiane où ils développent des jeux pour le magazine Gamer's Edge. Après la publication du jeu en décembre par l’éditeur de shareware Apogee Software, l’équipe prévoit de quitter Softdisk pour fonder leur propre studio. Après plusieurs semaines de négociations avec leur patron, Al Vekovius (le fondateur de Softdisk) accepte finalement de continuer à produire une série de jeux pour Gamer's Edge après leur départ, au rythme de un tous les deux mois.
Ideas from the Deep, rebaptisé id Software le 1er février 1991, utilise certains de ces jeux comme prototype afin de tester les idées qu’ils imaginent pour leurs propres jeux,. John Carmack commence ainsi à faire des expérimentations dans le domaine des graphismes en 3D qui sont, jusque-là, presque uniquement utilisé dans des simulateurs de vols comme Wing Commander (1990). Pour John Carmack, la puissance limitée des ordinateurs de l’époque rend en effet difficile la création d’un jeu d'action en 3D et rapide à cause du trop grand nombre de surfaces à afficher, et donc à calculer. En 1991, il cherche donc à limiter le nombre de surface à afficher en créant des niveaux constitués uniquement de mur conçus sur une grille plate plutôt qu’avec des formes et des angles divers. Il choisit également une approche inhabituelle en créant les graphismes grâce avec la technique du raycasting, qui permet de ne calculer que les surfaces visibles par le joueur plutôt que toutes celles qui entourent celui-ci. Après six semaines de développement, John Carmack abouti à un moteur 3D rudimentaire qui utilise des sprites en 2D pour représenter les ennemis. Id Software utilise alors ce moteur pour créer pour le compte de Softdisk le jeu Hovertank 3D , dans lequel le joueur dirige un tank et doit détruire des monstres, qui est publié en avril 1991,. A l’automne, après le déménagement de l’équipe — sans Jay Wilbur — à Madison dans le Wisconsin et alors qu’il termine le moteur de Commander Keen in Goodbye, Galaxy, John Carmack entend parler de Ultima Underworld, un jeu vidéo de rôle alors développé par Blue Sky Productions. Ses créateurs annoncent que son moteur de jeu permettra d’afficher des graphismes en 3D et avec des textures, sans les restrictions utilisés par John Carmack pour Hovertank 3D,,. Celui-ci décide donc que, comme celui d’Ultima Underworld, son moteur 3D peut bénéficier d’un mapping de textures sans pour autant en sacrifier les performances. En six semaines, il améliore son moteur 3D que le studio utilise pour créer un nouveau jeu pour Softdisk, Catacomb 3-D, qui est publié en novembre 1991,. Après avoir découvert ce dernier, Scott Miller de la société Apogee commence à pousser l’équipe pour qu’elle développe un jeu d’action en 3D en shareware.

### Premier succès majeur
En novembre 1991, le second épisode de la trilogie Commander Keen est quasiment terminé, les obligations contractuelles du studio avec Softdisk arrivent à échéance et id Software commence à réfléchir à leur prochain jeu. John Romero suggère alors de réaliser un remake en 3D de Castle Wolfenstein, publié en 1981, ce que le reste de l’équipe accepte. Encouragé par l’intérêt soulevé par son idée, John Romero développe son idée et propose d’en faire un jeu au gameplay « simple et nerveux » car, compte tenu de la nouveauté que constitue l’arrivée de la 3D, un jeu lent et trop compliqué risque de désorienter les joueurs. Il pense ainsi occuper un secteur à part dans l’industrie du jeu sur ordinateur, jusque-là dominé par des jeux de simulations et de stratégie. L’équipe pense initialement ne pas pouvoir utiliser le titre de Wolfenstein avant de découvrir que le studio de développement du jeu original, Muse Software, a fermé ses portes et laissé expirer ses droits sur le titre. Ils baptisent donc leur jeu Wolfenstein 3D et présentent l’idée à Scott Miller, qui considère alors id Software comme ses développeurs vedettes et accepte de payer une avance de 100 000 $ pour le projet. Mark Rein, devenu président par intérim d’id Software quelques mois auparavant, parvient également à vendre le projet d’une sortie au détail de Wolfenstein à FormGen malgré les doutes de l’éditeur sur le contenu violent du jeu. Le studio se retrouve donc dans une position unique qui lui permet de vendre son jeu simultanément en shareware et sur le circuit traditionnel. La conception du jeu est assurée par John Romero et Tom Hall. De son côté, John Carmack se focalise sur l’optimisation du moteur de jeu de Catacomb 3-D afin de le faire tourner plus vite et avec une meilleure définition,.
Alors que le développement progresse, id Software engage Kevin Cloud, leur ancien interlocuteur chez Softdisk, en tant qu’artiste assistant. Ils déménagent également le studio à Mesquite au Texas, près du siège d’Apogee. Scott Miller est heureux de voir son studio vedette se rapprocher et accepte non seulement d’augmenter leurs royalties jusqu’à 50 %, mais aussi de faire développer par Apogee le jeu suivant, qu’ils doivent livrer à Softdisk afin qu’ils puissent se concentrer sur Wolfenstein. Le jeu doit initialement être publié en trois parties (avec dix niveaux par épisode), la première étant gratuite, comme le fait habituellement Apogee pour les sharewares. Lorsqu’il découvre que l’équipe peut créer un niveau en une seule journée, grâce à une version modifiée de l’éditeur de carte en 2D de Commander Keen, Scott Miller les persuade de développer six épisodes,. À la même époque, l’équipe connait de profond remaniement : id Software renvoi son président par intérim, Mark Rein, au profit de Jay Wilbur ; Bobby Prince les rejoint temporairement dans leurs bureaux pour enregistrer les effets sonores et Adrian Carmack s’externalise afin de pouvoir travailler au calme. Le 5 mai 1992, le premier épisode de jeu est terminé et mis en ligne par Apogee et id Software sur des bulletin board systems. Les épisodes suivants sont complétés quelques semaines plus tard. Au total, le développement du jeu a duré six mois et coûté 25 000 $. Le studio n’a pas d’attente particulière concernant le succès commercial de Wolfenstein 3D mais espère tout de même que le jeu rapporte 60 000 $ dans le mois qui suit sa sortie. Le jeu dépasse leur prévision, les premières royalties que leur verse Apogee s’élevant à 100 000 $. Le jeu devient rapidement le shareware le plus vendu de l’année 1992 et fin 1993, le jeu original et Spear of Destiny dépassent chacun les 100 000 copies vendues,. Les ventes des épisodes publiés par Apogee dépassent de loin le record des ventes de shareware, déjà établi par id Software avec la série Commander Keen, et permet au studio de dégager beaucoup plus de profits que la version publiée dans le circuit de distribution traditionnel.

### Doom
Par la suite, id Software développe Doom qui, à sa sortie en 1993, eut un succès très important. Dès la fin 1993, Doom comptabilise près de 15 millions de téléchargement de la version partagiciel (shareware)[réf. nécessaire] auxquels il faut ajouter plus de 2 millions de versions commerciales vendues. Ce record est battu en 1994 par Doom II. En 1995, id Software totalise près de 16 millions de dollars de revenus. Un autre phénomène s’ajouta au succès de la société : plusieurs dizaines de doom-likes furent basés sur le moteur graphique de leur modèle et id Software commença à vendre des licences de ses technologies. En 1996, après 18 mois de développement intense pour John Carmack, id Software réitéra son exploit en sortant Quake, qui, en plus d’être un des premiers jeux entièrement en 3D, apportait un code réseau basé sur une architecture client serveur très souple. Encore une fois le triomphe fut au rendez-vous et le moteur de Quake fut licencié. Celui de Quake 2, qui tirait parti des cartes accélératrices 3D, et enfin celui de Quake 3, sorti en 1999, subirent le même sort et servirent dans une multitude de titres allant du quake-like au jeu de tir à la troisième personne. Ces jeux sont considérés comme pionniers dans l'introduction d'aspects cinématiques dans les jeux vidéo, Doom étant le premier jeu vidéo majeur avec une bande son de type cinématique, avec une construction progressive à mesure de la progression du joueur, les effets spectaculaires de Quake, et enfin l'usage ingénieux de la vue à la première personne comme outil narratif et d'immersion du joueur.
Doom 3, sorti en 2004, apporta la preuve qu'après plus de 10 ans d’histoire, id Software reste une des sociétés à la pointe du progrès en matière de moteur graphique.
La cinquième génération de leur moteur de jeu (id Tech 5), annoncée lors du salon WWDC de Apple en juin 2007, est disponible pour les systèmes d'exploitation GNU/Linux, Mac OS X et Windows. C'est également le cas de tous les jeux édités par la société jusqu'à son rachat par Zenimax en 2009.

### Chez Zenimax puis Microsoft
Le rachat de Id Software par l'entreprise Zenimax, société mère de l'éditeur de jeu vidéo Bethesda Softworks, est annoncé le 24 juin 2009. Bethesda édite par la suite les jeux Id Software. Zenimax s'endette de 105 millions de dollars pour cette acquisition.
Au printemps 2011, l'entreprise déménage à Richardson, toujours dans le Texas.
Le 22 novembre 2013 John Carmack quitte l'entreprise pour devenir directeur technique chez Oculus VR.
En mars 2021, ZeniMax est rachetée par Microsoft. Id Software intègre alors leur filiale Xbox Game Studios.

## Membres majeurs

### John Carmack
John Carmack, programmeur en chef de id Software, reconnu par l'industrie du jeu vidéo pour ses compétences en programmation 3D pour lesquelles il reçoit plusieurs récompenses. Il rejoint l'entreprise Oculus VR le 7 août 2013 en tant que directeur technique, et collabore au développement de l'Oculus Rift. Il quitte définitivement id Software le 22 novembre 2013.

### John Romero
John Romero, reconnu pour sa participation à des jeux majeurs sur plate-forme PC dans les années 1990. Avec id Software, il se spécialise dans le level design. Remercié après la sortie de Quake, il fonde Ion Storm, où il devient célèbre pour le développement de Daikatana, qui sera toutefois très mal reçu par les critiques. Il est aujourd'hui à la tête du bureau de direction de la Cyberathlete Professional League et développe un MMOG pour son entreprise Slipgate Ironworks.

### Tom Hall
Tom Hall est comme Romero, reconnu pour sa participation à des jeux majeurs sur plate-forme PC dans les années 1990. Chez id Software, il est le game designer de Commander Keen pour lequel il fournit beaucoup d'éléments, au point d'y être particulièrement attaché. Remercié au début du développement de Doom, il a tout de même influencé son développement (il est par exemple responsable de l'inclusion de téléporteurs dans le jeu). Il est ensuite recruté par Apogee ou il développe Rise of the Triad, puis rejoint son ex collègue Romero chez Ion Storm.

### American McGee
American McGee est level designer pour Doom II, The Ultimate Doom, Quake, et Quake II. Il quitte id pendant le développement de Quake II, et entre chez Rogue Entertainment (situé dans le même bâtiment qu'id) où il gagne sa notoriété auprès des professionnels du jeu vidéo pour le développement de son propre jeu American McGee's Alice. Lorsque Rogue ferme, il fonde The Mauretania Import Export Company qui a récemment publié Bad Day L.A.. Actuellement, il travaille dans son nouveau studio Spicy Horse. C'est avec ce dernier qu'il sortira la suite d'American McGee's Alice, Alice : Retour au pays de la folie.

## Nom de l'entreprise

Logo de id Software tel qu'il apparait dans la première trilogie de Commander Keen

L'actuelle prononciation officielle est « id », comme dans le mot « placide », qui est une référence à un concept psychanalytique imaginé par Sigmund Freud, le ça (id en anglais). Cette référence est présente depuis Wolfenstein 3D, où, dans la documentation du jeu on trouve le passage « that's Id, as in the id, ego, and superego in the psyche ». Depuis, les pages web de id présentant l'histoire de l'entreprise font une référence directe à Freud.
Le nom de l'entreprise a toutefois des racines plus compliquées que la simple référence psychologique. Lorsqu'ils travaillaient pour Softdisk, l'équipe qui plus tard fondera id Software prit le nom de Ideas from the Deep (une entreprise créée par John Romero et Lane Roathe en 1989), s'appelant eux-mêmes les « IFD guys ». Un autre nom, ID comme la contraction de IFD, fut pris lors de la création de l'entreprise car l'équipe n'était plus au complet. Il sera le sigle de In demand, l'allusion est rapidement abandonnée. Le sigle peut alors se prononcer « idée », ou à l'anglaise comme le prénom Heidi. Le I passera plus tard en minuscule lors de la seconde série d'épisodes de Commander Keen, et actuellement il est généralement écrit tout en minuscule.
Les premiers logos sont dessinés par Tom Hall, constitué d'un grand I et d'un grand D. C'est en 1992 que Kevin Cloud donne au logo sa touche définitive, constitué des deux lettres i et d minuscules qui se recouvrent légèrement, où l'image passe à cet endroit en négatif.

## Logiciels libres
Id software, et en particulier John Carmack, sont sensibles au mouvement du logiciel libre, évitant d’incorporer à leur production du code qu’ils ne pourraient libérer plus tard.
Le code source de Wolfenstein 3D est libéré en 1995 et le code source du moteur de Doom (renommé id Tech 1) en 1997. En 1996, une fuite du code source de Quake circule dans la communauté des joueurs, et un programmeur s'en sert pour adapter le jeu sous GNU/Linux, et communique ensuite le patch à John Carmack. Plutôt que de poursuivre en justice, id Software, utilise le patch pour porter officiellement le jeu sous GNU/Linux. id Software libèrera plus tard le code source du moteur de Quake, de Quake 2 (id Tech 2), et Quake 3 (id Tech 3) (2005), tous sous GPL. Le code source de Doom sera également une nouvelle fois libéré pour être placé sous licence GPL en 1999. L'entreprise libère également les outils qu'ils utilisent comme son éditeur de niveaux GtkRadiant et les compilateurs de niveau.
Ces libérations permettent aux jeux de id Software de fonctionner sur pratiquement toutes les plates-formes existantes, des projets s’organisant pour les maintenir, corriger et améliorer le code, comme ioquake 3. Pour le logiciel libre, ces libérations ont permis un mouvement important de créativité, de la création de nouveaux moteurs de jeu tels que la vingtaine de moteurs basés sur celui de Doom ; à la création de jeux libres, par exemple OpenArena (id Tech 3), Nexuiz (utilisant DarkPlaces basé sur l'id Tech 2) ou, War§ow (id Tech 2), Tremulous (id Tech 3), UFO: Alien Invasion (id Tech 2)…

## Jeux développés
- La saga Dangerous Dave
  - Dangerous Dave (1988) (avant la fondation d'id Software, programmé et conçu par John Romero seul)
  - Double Dangerous Dave (1989) (avant la fondation d'id Software, programmé et conçu par John Romero seul)
  - Dangerous Dave in "Copyright Infringement" (1990) (jamais édité)
  - Dangerous Dave in the Haunted Mansion (1991)
  - Dangerous Dave's Risky Rescue (1993)
  - Dave Goes Nutz! (1993)
- La saga Commander Keen
  - Épisode 1: Marooned on Mars (1990)
  - Épisode 2: The Earth Explodes (1990)
  - Épisode 3: Keen Must Die (1990)
  - Keen Dreams (1991)
  - Épisode 4: The Secret of the Oracle (1991)
  - Épisode 5: The Armageddon Machine (1991)
  - Épisode 6: Aliens Ate My Babysitter (1991)
- Shadow Knights (1990)
- Rescue Rover (1991)
- Rescue Rover 2 (1991)
- Hovertank 3D (1991)
- Catacomb 3D (1992)
- Wolfenstein 3D (1992)
  - Spear of Destiny (1992)
- Doom (1993)
  - The Ultimate Doom (1995)
- Doom II: Hell on Earth (1994)
  - Master Levels for Doom II (1995)
  - Final Doom (1996)
- Quake (1996)
  - Mission Pack 1: Scourge of Armagon (développé par Hipnotic Interactive, désormais nommé Ritual Entertainment)
  - Mission Pack 2: Dissolution of Eternity (développé par Rogue Entertainment)
- Quake II (1997)
  - Mission Pack: The Reckoning (développé par Xatrix Entertainment, désormais nommé Gray Matter Interactive)
  - Mission Pack: Ground Zero (développé par Rogue Entertainment)
- Quake III Arena (1999)
  - Expansion Pack: Quake III Team Arena (2000)
- Return To Castle Wolfenstein (2001)  (développé par Gray Matter Interactive)
- Wolfenstein: Enemy Territory (2003) (développé par Splash Damage)
- Doom 3 (2004)
  - Expansion Pack: Resurrection of Evil (2005) (développé par Nerve Software)
- Quake 4 (2005) (développé par Raven Software)
- Enemy Territory: Quake Wars (2007) (développé par Splash Damage)
- Quake Live (2009)
- Rage (2011)
- Doom (2016)
- Doom Eternal (2020)
- Doom: The Dark Ages (2025)